# Лебединый (Алтайский край)
Лебеди́ный — посёлок в Советском районе Алтайского края. Входит в состав Урожайного сельсовета.

## География
Посёлок находится на расстоянии 18 км (по прямой) к востоку от села Советское, административного центра района.

## Население
| 1997 | 1998 | 1999 | 2000 | 2001 | 2002 |
| ---- | ---- | ---- | ---- | ---- | ---- |
| 276  | ↘269 | ↗273 | ↘264 | ↗269 | ↗277 |
| 2003 | 2004 | 2005 | 2006 | 2007 | 2008 |
| ↘241 | ↘232 | ↗240 | ↘229 | ↘216 | ↘200 |
| 2009 | 2010 | 2011 | 2012 | 2013 |      |
| ↗207 | ↘183 | →183 | ↗187 | ↗193 |      |

### Национальный состав
Согласно результатам переписи 2002 года, в национальной структуре населения русские составляли 98 %.